# 산티아고 증권거래소

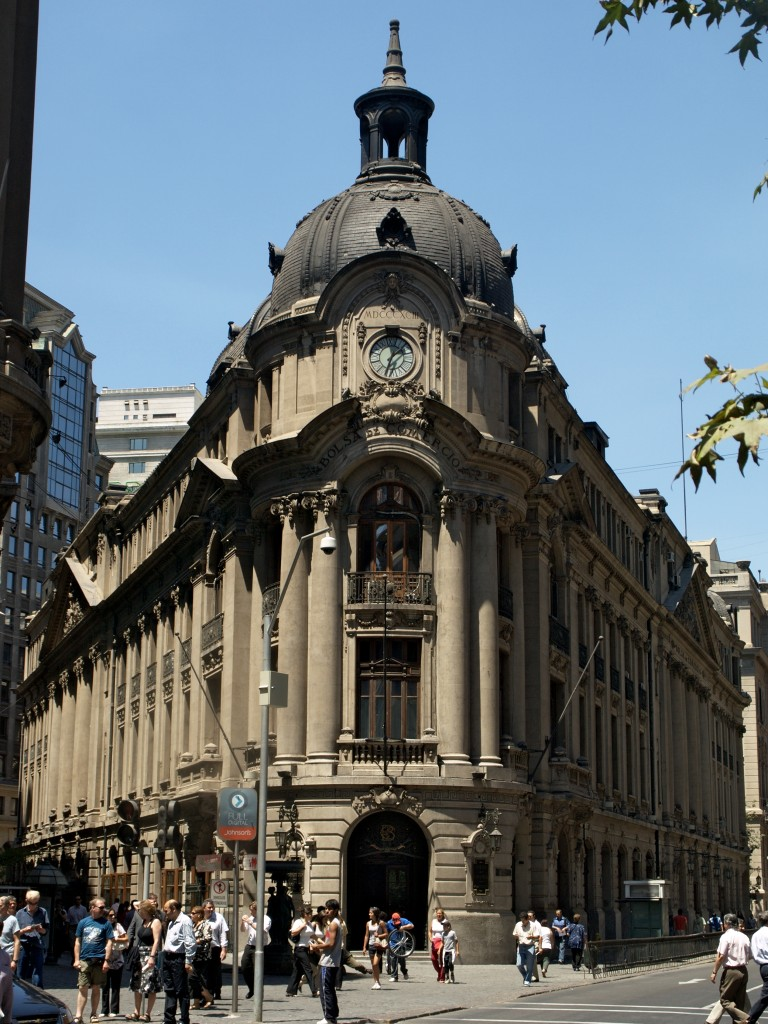

산티아고 증권거래소(SSE, 스페인어: Bolsa de Comercio de Santiago)는 칠레 산티아고에 소재한 증권거래소이다.